# كارمين بالسيلز
كارمين بالسيلز (بالإسبانية: Carmen Balcells)‏ هي وكيلة أدبية إسبانية، ولدت في 9 أغسطس 1930 في Les Oluges ‏ في إسبانيا، وتوفيت في 20 سبتمبر 2015 في برشلونة في إسبانيا.